# ファニーズ・オンパレード
『ファニーズ・オンパレード』(Funnies on Parade) とは、アメリカで1933年に刊行され、コミックブックという出版形態の原型となった出版物。本体32ページの小冊子で、石鹸などの販促品として無料で送付されるものだった。内容は新聞各紙にシンジケート配信されていたコミック・ストリップの再録だった。収録作は『バングル・ファミリー』（ハリー・J・タットヒル）、『ジョー・パルーカ』（ハム・フィッシャー）、『キーピング・アップ・ウィズ・ザ・ジョーンジズ』（ポップ・モマンド）、『マット・アンド・ジェフ』（アル・スミス）、『レグラー・フェラーズ』（ジーン・バーンズ）、『サムバディズ・ステノグ』（A・E・ヘイワード）など。ほかの作者にはF・O・アレグザンダー、アル・キャップ、クレア・ヴィクター・ドウィギンズ、C・M・ペインがいる。

## 歴史

### 前史:『ザ・ファニーズ』
コミックブックとはアメリカンコミックに特有の出版形態で、標準32ページでA4サイズよりやや小さい中綴じの逐次刊行物をいう。一般書籍とは販路も異なっており、1980年代に専門店市場が生まれるまでは伝統的にニューススタンドを中心に売られていた。
コミックブック形式は1930年前後に段階的な発展を踏んで生まれた（ただし新聞連載のコミック・ストリップが書籍化される例は以前から見られ、それが「コミックブック」と呼ばれることもあった）。一つのステップとなったのはデル・パブリッシングが1929年から翌年にかけて不定期に36号を発行した『ザ・ファニーズ』である（後の1936年にデルが出した同題のコミックブックとは異なる）。「ファニーズ」は新聞連載漫画を意味し、その名前通りの形式のオリジナル作品をタブロイド新聞用紙16ページにまとめた4色刷りの出版物だった。10セントの値段でニューススタンドに置かれ、後に5セントに値下げされた。アメリカ議会図書館は同紙を「短命に終わったタブロイド紙の折り込み付録」と描写している。コミック史家ロン・グーラートは『ザ・ファニーズ』を「真のコミックブックというより、新聞の日曜版からコミック欄だけ抜き出したものに近い」としている。

### 『ファニーズ・オンパレード』
『ザ・ファニーズ』の失敗により、デルはコミックの商業出版から手を引いた。しかし、同紙の印刷を請け負っていたイースタン・カラー社の従業員ハリー・ウィルデンバーグは、当時の新聞連載漫画が発行部数に大きな影響を持っていたことから、販促品としてのコミック出版に将来的な可能性を見ていた。ガソリンスタンドで無料配布された宣伝用のタブロイド紙『ガルフ・コミック・ウィークリー』はその試みの一つである。
1933年初頭、イースタンはフィラデルフィアの通信社レッジャー・シンジケートと契約し、レッジャーが配信するサンデー・コミックス（新聞日曜版向けのカラーコミック）の縮小版を載せたブロードサイド（片面印刷物）を出版し始めた。定期購読者へのサービスとして配布されるものだった。印刷版は7インチ×9インチのものが使われており、タブロイド判のちょうど半分くらいの大きさだった。ウィルデンバーグらはタブロイドの半分サイズでもサンデー・コミックスを印刷するのに十分だと知り、同じサイズの冊子を作成しようと考えた。その判型であれば既存の印刷機を活用できるだけでなく、タブロイド判の倍であるブロードシート判の見開き新聞用紙から効率的に16ページを取ることができる。
こうして生まれた判型が後のコミックブックの標準となった。最初に刊行されたのが、本体32ページに表紙を付けた『ファニーズ・オンパレード』である。マクノート、パブリック・レッジャー、ベル・マクルーアなどのシンジケートから版権を得たカラー作品の再録だった。一般向けの販売ではなく、プロクター・アンド・ギャンブル社の石鹸や洗面用品に付属するクーポンを切り取って送ると返送される景品だった。このプロモーションは成功を収め、印刷された1万部は短期間で底をついた。イースタン・カラーは同年のうちにソフトドリンクのカナダドライ、キニー・シューズ、シリアルのウィーテナなどと契約して同様の景品冊子を100,000〜250,000部ずつ発行した。
ウィルデンバーグの下でこの事業に関わっていた中には、後に自分の出版社を起ち上げるレヴ・グリーソンや、ECコミックスのマクスウェル・ゲインズのようなコミック出版史の重要人物も含まれていた。

### 『フェイマス・ファニーズ』
1933年の後半、ゲインズはデル・パブリッシングと協同で36ページのワンショット（単号出版物）『フェイマス・ファニーズ: ア・カーニバル・オブ・コミックス』を制作した。これも販促用の非売品だったが、ゲインズが在庫に10セントの値札を付けてニューススタンドに直接卸したところ数日で売り切れたという話が伝わっている。翌年には『フェイマス・ファニーズ』が64ページの市販雑誌として発行された。同誌は小売りチェーン店で販売され、数週間で完売した。次いで月刊誌として起ち上げられた『フェイマス・ファニーズ』は最大手の取次会社アメリカン・ニューズ・カンパニーの協力を得てニューススタンドで広く販売されるようになった。コミックブックという出版形態はここで完成したとみなされている。アメリカのコミックブックの定価が10セントから始まったのも『フェイマス・ファニーズ』が起源である。同誌は1955年まで刊行が続き、218号にわたる長寿雑誌となった。

## 関連文献
- All in Color for a Dime by Dick Lupoff & Don Thompson ISBN 0-87341-498-5
- The Official Overstreet Comic Book Price Guide by Robert Overstreet — Edition #35 ISBN 0-375-72107-X
- The Steranko History of Comics, Vol. 1 & 2, by James Steranko — Vol. 1 ISBN 0-517-50188-0